# Наталейка
Наталейка — река в России, протекает по Кочкуровскому району Республики Мордовия. Правый приток реки Синяш.

## География
Река Наталейка берёт начало в лесу у посёлка Майдан. Течёт на восток. Устье реки находится в селе Сабаево в 14 км от устья Синяша. Длина реки составляет 11 км.

## Данные водного реестра
По данным государственного водного реестра России относится к Верхневолжскому бассейновому округу, водохозяйственный участок реки — Сура от Сурского гидроузла и до устья реки Алатырь, речной подбассейн реки — Сура. Речной бассейн реки — (Верхняя) Волга до Куйбышевского водохранилища (без бассейна Оки).
Код объекта в государственном водном реестре — 08010500312110000036692.